# Dana Vollmerová
Dana Whitney Vollmer (přechýleně Vollmerová) (* 13. listopadu 1987, Syracuse, USA) je americká plavkyně. Je držitelkou tří zlatých olympijských medailí z her v Londýně 2012.
Její jméno pochází od keltské bohyně Danu, což je bohyně národa Tuatha de Danann.

## Plavecká kariéra
Specializuje se na závody stylem motýlek a volný způsob. Již jako dvanáctiletá se účastnila americké kvalifikace na olympijské hry v Sydney 2000, kde byla nejmladší účastnicí, ale neprosadila se. O čtyři roky později na olympiádě v Aténách již byla členkou americké štafety na 4 × 200 metrů volný způsob, s níž vyhrála zlatou medaili a přispěla i k novému světovému rekordu. Až do roku 2009 se na individuálních tratích příliš neprosazovala, byla ale většinou členkou amerických štafet na světových šampionátech. V tomto roce vybojovala svou první "velkou" individuální medaili – bronz na mistrovství světa na trati 200 metrů volný způsob. Na stometrové motýlkařské trati se o dva roky později stala i mistryní světa a stejnou trať vyhrála na olympijských hrách 2012, kde navíc časem 55,98 sekundy vytvořila nový světový rekord. Na hrách v Londýně byla i členkou zlatých amerických štafet na 4 × 200 m volný způsob a 4 × 100 m polohově (zde plavala motýlkařský úsek a přispěla k vítězství také ve světovém rekordu).